# 一生心碎
《一生心碎》為香港和臺灣歌手王傑的第十三張個人專輯，也是第五張粵語專輯，發行於1991年11月30日，由香港華納唱片公司發行。

## 專輯簡介
專輯為王傑、陳大力共同監製，距上張專輯《流浪的心》間隔超過一年之久（不計4月份發行的今生無悔精選輯），才在1991年11月底推出此專輯，一發行即擠下原排行榜上的黎明，並在不到兩星期的時間一舉奪下香港「中文歌曲龍虎榜」和「香港大碟榜」雙料冠軍，主打歌「心痛」亦登上無線電視勁歌金榜冠軍，並入選第四季勁歌金曲季選，專輯銷售量更直逼4白金，主打歌「心痛」是王傑少數國粵語版本均由自己親自作曲譜詞的作品，並且兩個版本均分別在台港兩地登上流行榜冠軍。不過專輯推出不到數日王傑即又返台參加家扶中心與民生報共同主辦的「保護兒童　散播溫情」晚會，接著也要籌備即將在1月份推出的第九張國語專輯，因此後續推出的歌曲「怒海孤鴻」、「深宵中一個人」也未做到更多宣傳，僅透過電視劇播放而已，流行程度亦大打折扣。

## 曲目
| 曲序 | 曲名         | 曲                           | 詞     | 編曲            | 附註                                                                               | 國語版本                                          |
| 01   | 怒海孤鴻     | 陳麗莉                       | 潘偉源 | Ricky Ho        | 無線電視劇《怒海孤鴻》主題曲                                                       | 獨自在暴風雨中，收錄於 《為了愛夢一生》           |
| 02   | 心痛         | 王傑                         | 王傑   | Ricky Ho        | 電影《至尊無上II之永霸天下》插曲                                                   | 心痛（國），收錄於 《忘記你不如忘記自己》         |
| 03   | 一生心碎     | 王傑                         | 林振強 | Ricky Ho        |                                                                                    | 永遠流浪，收錄於 《忘記你不如忘記自己》           |
| 04   | 冰冷長街     | Johann Ziller Claus Lessmann | 王傑   | Ricky Ho        | 電影《至尊無上II之永霸天下》片尾曲 改編自德國樂隊Bonfire的歌曲《You Make Me Feel》 | 忘記你不如忘記自己，收錄於 《忘記你不如忘記自己》 |
| 05   | 深宵中一個人 | 陳秀男                       | 潘偉源 | Ricky Ho        | 無線電視劇《怒海孤鴻》插曲                                                         | 如果你真的在乎我，收錄於 《為了愛夢一生》         |
| 06   | 失意的漢子   | Iskandar Ismail              | 陳少琪 | Iskandar Ismail |                                                                                    | 那段血、淚、汗的日子，收錄於 《為了愛夢一生》     |
| 07   | 明日我是誰   | 王傑                         | 潘源良 | Ricky Ho        |                                                                                    | 來生再續緣，收錄於 《忘記你不如忘記自己》         |
| 08   | 我終於歸向你 | 王傑                         | 陳少琪 | Ricky Ho        |                                                                                    | 浪子，收錄於 《忘記你不如忘記自己》               |
| 09   | 錯過就是悲哀 | 陳志遠                       | 王書權 | Ricky Ho        |                                                                                    | 錯過就是悲哀（國），收錄於 《忘記你不如忘記自己》 |
| 10   | 真的太假     | 陳耀川                       | 王書權 | Ricky Ho        |                                                                                    | 拒絕所有的愛，收錄於 《忘記你不如忘記自己》       |

## 唱片版本
- 錄音帶版
- CD版

## 獎項
- 1991年勁歌金曲季選

- 「第四季金曲」：【心痛】

## 音樂錄影帶
- 怒海孤鴻
- 心痛